# David Elm
David Elm (Broakulla, 10 januari 1983) is een voormalig Zweedse profvoetballer. Hij speelde het grootste deel van zijn carrière voor het Zweedse Kalmar FF. David heeft twee jongere broers, Rasmus en Viktor, die ook profvoetballer zijn geweest.

## Carrière

### Beginjaren
David begint zijn carrière bij Johansfors IF en Emmaboda IS, om vervolgens de stap naar Falkenbergs FF te maken. Elm speelt drie seizoenen voor de club die op dat moment in de Superettan uitkomt. Elm is de oudere broer van Rasmus  en Viktor Elm, beiden ook profvoetballer. Gedurende de seizoenen 2007 en 2008 speelden de drie broers samen in het eerste elftal van Kalmar FF. Daarna gaan ze alle drie hun eigen weg. In 2015 worden de broers echter herenigd.

### Kalmar FF
Voor aanvang van het seizoen 2006 stapt hij over van Falkenbergs naar Kalmar FF. Hier speelt hij samen met zijn broers Rasmus en Viktor. Het is een van de succesvolste periodes van de club uit de Zweedse provincie Småland. Met Rasmus en Viktor op het middenveld en David in de punt van de aanval wordt in 2007 de Zweedse beker veroverd. Een jaar later legt Kalmar FF voor het eerst in de clubhistorie beslag op de Zweedse landstitel. Ook in het kampioenschap van de club hebben de broers Elm een groot aandeel.

### Fulham FC
Na de succesvolle jaren besluiten Rasmus en Viktor Elm Kalmar FF te verlaten. Niet veel later besluit ook David Elm dat het tijd is zijn horizon te verbreden. Tot verbazing van velen meldt het Engelse Fulham FC zich voor de aanvaller, die op dinsdag 1 september zijn handtekening zet onder een contract bij The Cottagers. Het Engelse avontuur wordt echter niet wat Elm ervan gehoopt had. In anderhalf jaar tijd komt de aanvaller tot slechts tien competitieduels, waarin hij één keer scoort. De concurrentie blijkt te groot voor Elm.

### Elfsborg IF
Gedesillusioneerd keert hij daarop terug naar Zweden. Op maandag 24 januari 2011 wordt bekend dat Elm een vijfjarig contract heeft getekend bij Elfsborg IF. Met die club wordt Elm in 2012 voor de tweede keer in zijn carrière kampioen van Zweden. In twee en een half jaar tijd komt de aanvaller tot zestig wedstrijden voor Elfsborg, maar hij is lang niet altijd zeker van een basisplaats. Mede daardoor komt Elm slechts tot twaalf treffers voor de club.

### Terugkeer naar Kalmar FF
Halverwege het seizoen 2013 keert Elm terug naar Kalmar FF. Op 4 augustus tekent hij een contract dat hem voor 3,5 jaar aan de club verbindt. In zijn tweede periode bij Kalmar kampt de aanvaller met veel blessures. Aan het eind van het seizoen 2017 besluit hij daarom een punt achter zijn carrière als te zetten.
Elm heeft aangegeven af te gaan bouwen bij Johansfors IF, de club waar hij ooit begon met voetballen.

## Statistieken
| seizoen | club           | land              | competitie     | wed. | goals |
| ------- | -------------- | ----------------- | -------------- | ---- | ----- |
| 2004    | Falkenbergs FF | Vlag van Zweden   | Superettan     | 15   | 1     |
| 2005    | Falkenbergs FF | Vlag van Zweden   | Superettan     | 27   | 3     |
| 2006    | Falkenbergs FF | Vlag van Zweden   | Superettan     | 26   | 10    |
| 2007    | Kalmar FF      | Vlag van Zweden   | Allsvenskan    | 21   | 1     |
| 2008    | Kalmar FF      | Vlag van Zweden   | Allsvenskan    | 27   | 7     |
| 2009    | Kalmar FF      | Vlag van Zweden   | Allsvenskan    | 17   | 3     |
| 2009/10 | Fulham FC      | Vlag van Engeland | Premier League | 10   | 1     |
| 2011    | IF Elfsborg    | Vlag van Zweden   | Allsvenskan    | 25   | 7     |
| 2012    | IF Elfsborg    | Vlag van Zweden   | Allsvenskan    | 26   | 5     |
| 2013    | IF Elfsborg    | Vlag van Zweden   | Allsvenskan    | 9    | 0     |
| 2013    | Kalmar FF      | Vlag van Zweden   | Allsvenskan    | 11   | 6     |
| 2014    | Kalmar FF      | Vlag van Zweden   | Allsvenskan    | 21   | 6     |
| 2015    | Kalmar FF      | Vlag van Zweden   | Allsvenskan    | 18   | 3     |
| 2016    | Kalmar FF      | Vlag van Zweden   | Allsvenskan    | 14   | 0     |
| 2017    | Kalmar FF      | Vlag van Zweden   | Allsvenskan    | 11   | 0     |
| Totaal  | Bijgewerkt:    | 6 november 2017   |                | 278  | 53    |

## Erelijst
- 2007: Bekerwinnaar van Zweden met Kalmar FF
- 2008: Verliezend bekerfinalist met Kalmar FF
- 2008: Landskampioen van Zweden met Kalmar FF
- 2009: Winnaar Zweedse Supercup met Kalmar FF
- 2012: Landskampioen van Zweden met IF Elfsborg